# یاور (مجموعه تلویزیونی)
یاور یک مجموعه تلویزیونی به کارگردانی مشترک سعید سلطانی و اصغر نعیمی و تهیه‌کنندگی آرمان زرین‌کوب و نویسندگی سعید مطلبی محصول سال ۱۴۰۰ است که در رمضان ۱۴۰۰ از شبکه سه سیما پخش شد.

## داستان
یاور مجموعه‌ایست داستانی معماییِ ۳۰ قسمتی  با تم جوانمردی است و به گفتهٔ تهیه‌کننده آن داستان شیرینی دارد. این سریال محتوا و دیالوگ‌های شدیداً ضد زن دارد و به همین خاطر مورد انتقاد بسیاری قرار گرفته‌است.

## بازیگران
| بازیگر         | نقش              |
| -------------- | ---------------- |
| داریوش ارجمند  | یاور چلویی       |
| ارسلان قاسمی   | محسن چلویی       |
| محمد حاتمی     | جمال چلویی       |
| مهوش افشارپناه | مریم بانو        |
| زهرا سعیدی     | شوکت             |
| شبنم فرشادجو   | نسرین            |
| اسماعیل محرابی | علی شهمیرزادی    |
| پرویز فلاحی‌پور | ابراهیم نیوندی   |
| فقیهه سلطانی   | پریوش            |
| بهادر زمانی    | علیرضا طواف زاده |
| محمد رشنو      | آصف نیوندی       |
| دریا مقبلی     | غزل چلویی        |
| علی باقری      | جابر             |
| مزدک رستمی     | منوچهر           |
| شیوا خنیاگر    | سیده             |
| فروغ قجابگلی   | عفت              |
| بهراد خرازی    | فلاح             |
| رسول توکلی     | طواف‌زاده         |
| محسن افشار     |                  |
| منوچهر علیپور  |                  |
| علی میلانی     |                  |
| مهری امیرحسینی |                  |
| امید علیمردانی | رستم             |
| محمد رضا اکبری |                  |